# 王立警察 ニコラ・ル・フロック
『王立警察 ニコラ・ル・フロック』（おうりつけいさつ ニコラ・ル・フロック、原題：Nicolas le Floch）は、2008年フランス（France 2）で放送されたテレビドラマ。
日本ではAXNミステリーで2009年11月から放送された。原作はジャン＝フランソワ・パロ。ランダムハウス講談社より翻訳本が出版されている。 

## あらすじ
18世紀パリ。ルイ15世が統治するパリで、宮廷に出入りする侯爵である一方、王国高等警察警視として活躍するニコラ警視を描く本格ミステリー。

## キャスト
ニコラ・ル・フロック - ジェローム・ロバート
主人公。王国高等警察警視と侯爵という2つの顔を持つ。
ブルドー捜査官 - マティアス・ムレクス
サルティンヌ警察総監 - フランソワ・カロン
ニコラ警視の上司。
セマギュス医師 - ヴィンセント・ウインターハルター
ノーブルクール - ジャン・マリー・ウィンリング

## スタッフ
- 監督：エドウィン・ベリー
- 脚本：ユーグ・パニャン

## エピソードタイトル

### 日本で放映されたエピソード
1. 鉛を呑まされた男 前編 (L'homme au Ventre de Plomb 1ère partie)
2. 鉛を呑まされた男 後編 (L'homme au Ventre de Plomb 2ème partie)
3. ブラン・マントー通りの謎 前編 (L'énigme des Blancs-Manteaux 1ère partie)
4. ブラン・マントー通りの謎 後編 (L'énigme des Blancs-Manteaux 2ème partie)
5. ロワイヤル通りの悪魔憑き 前編 (Le fantôme de la rue Royale 1ère partie)
6. ロワイヤル通りの悪魔憑き 後編 (Le fantôme de la rue Royale 2ème partie)
7. 謀略を奏でる旋律 前編 (L'Affaire Nicolas Le Flock 1ère partie)
8. 謀略を奏でる旋律 後編 (L'Affaire Nicolas Le Flock 2ème partie)

### 日本で放映されていないエピソード
1. (La Larme de Varsovie)
2. (Le Grand Veneur)
3. (Le Dîner de gueux)
4. (L'Affaire de la Rue des Francs-Bourgeois)
5. (Le Crime de l’hôtel Saint-Florentin)
6. (Le Sang des farines)
7. (Le Cadavre anglais)
8. (Le Noyé du Grand canal)